# Ogam
Ogam var et alfabet som primært blev anvendt til at repræsentere Gæliske sprog. Det ser ud til at have haft sin højeste blomstring i 5.–6. århundrede. Ogam-inskriptioner på monumenter (helleristninger) er blevet fundet i Irland, Skotland, Wales, England og Isle of Man, hvor det primært er blevet anvendt som territorielle markeringer.
Ogam-alfabetet består af 25 bogstaver. De første 20 bogstaver (feda) anses for at være primære, mens de sidste 5 (forfeda) anses for at være supplerende.